# داستان ایران بر بنیاد گفتارهای ایرانی
داستان ایران بر بنیاد گفتارهای ایرانی نام کتابی اثر پژوهشگر زبان‌های ایرانی، فریدون جنیدی است که در سال ۱۳۹۲ در ایران به چاپ رسید. این کتاب در دو دفتر (جلد) آمده است. در دفتر نخست بر پایهٔ تاریخ دوران اساطیری و افسانه‌ای ایران‌زمین به نحوهٔ رشد و نمو ایرانیان از آغاز تا خاموشی دماوند پرداخته می‌شود. تأمل ویژه در این کتاب بر شخصیت‌های اساطیری «شاهنامهٔ فردوسی» بوده است. این کتاب از سوی نشر بلخ در ۶۲۰ صفحه و در سال ۱۳۹۲ به چاپ رسیده و دفتر دوم این کتاب در دست چاپ است.

## دربارهٔ کتاب
نوشتن این کتاب ۳۶ سال به طول انجامیده و نیازمند مطالعهٔ دقیق و آگاهی به زبان اوستایی است. در دفتر نخست این کتاب به نگارش تاریخ ایران از سال نخست تا خاموشی دماوند پرداخته شده است. تمام گفتارهای این کتاب بر مبنای شاهنامه و با اتکا به کشفیات باستان‌شناختی نگاشته شده است. برای نمونه، خانه‌سازی و پیدایی پارچه که در شاهنامه به آن اشاره شده است یکی از هزاران نکتهٔ تاریخی موجود در این گفتارها می‌باشد.

## خلاصه‌ای از کتاب
در گام نخست از این مطالعه، به آفرینش از دیدگاه ایرانی، یونانی و هندی اشاره شده است. سپس برداشت و آگاهی ایرانیانِ پس از اسلام و نیز یونانیان از آفرینش زمین و آسمان بررسی شده است. آنگاه پیدایی کوه‌ها و دریاها در جهان و وجود نیروی پالایندگی در آب دریاها مطالعه شده است. در ادامه، به اندیشهٔ هندیان، یونانیان و ایرانیان دربارهٔ چرخهٔ زندگی و مرگ پرداخته شده است؛ و در پایان به ترتیب با بررسی زندگی و اندیشه‌های شخصیت‌های شاهنامه، «کیومرث»، «هوشنگ»، «جمشید»، «اژدها»، «ضحاک» و… تحولات رخ‌داده در مردمان سرزمین ایران از ابعاد مختلف واکاویده شده است. در پایان کتاب، فهرست الفبای اوستایی و راهنمای حروف پهلوی و فهرست الفبای آوانگار آورده شده است.

## توضیحات نویسنده
با توجه به اینکه اروپاییان گمان دارند تاریخ بشر از ۲۸۰۰ سال پیش و از زمان موجودیت یافتن یونان شکل گرفته است و همهٔ پژوهشگران و اندیشمندان نیز در آثارشان تاریخ بشر را از کتاب‌های به‌جامانده از این دوران به بعد می‌دانند، بنابراین دیگران در مقابل این گمان اروپاییان احساس حقارت می‌کنند؛ چون اروپاییان تاریخ قبل از ۲۸۰۰ سال پیش از میلاد را دوران پیش از تاریخ می‌دانند؛ در صورتی‌که این مسئله برای آنها صدق می‌کند؛ نه برای ما که در سیستان جمجمه‌ای پیدا می‌کنیم که ۴۸۵۰ سال پیش بر روی او عمل جراحی انجام شده است یا چشم مصنوعی و جراحی‌شده‌ای متعلق به ۶۰۰۰ سال پیش پیدا می‌کنیم؛ بنابراین درمی‌یابیم که گستره تاریخی کشور ما قدمت بسیاری در مقابل اروپاییان دارد.
در ابتدای کتاب دربارهٔ «آفرینش از دیدگاه ایرانی» آمده است: نشانه‌های کهن چنین گواهی می‌دهند که نیاکان ما چندهزار سال پیش به پدیده‌های شگفت در جهان پی برده اند که جهان را جانی یگانه است و بر این بنیاد در روایی جان در جهان به آغاز می‌نگریستند و آن آفرینش جهان و پیدایی زمین و زمان و آسمان و کهکشان است و چون چنین بود، سرآغاز همهٔ دفترها که داستان زندگی و کشاکش و پویش و جوش و خروش مردمان است، پیدایی جهان و روایی جان بود.
کهن‌ترین نامه دربارهٔ چگونگی آفرینش، دفتری است که تنها نامش به روزگار ما رسیده‌است و آن یکی از ۲۱ نسک (دفتر) اوستای برجای‌مانده از هنگام هخامنشیان است که به هنگام اشکانیان و ساسانیان رسید و پس از اسلام نیز در دست بوده‌است و موبد آذرفرنبغ در دفتر گرامی «دینکرت» چنان‌که از دیگر نسک‌ها یاد کرده است، از گفتارهای نامهٔ یادشده نیز به گونهٔ فهرست آورده است که خود نشان از نشانه‌های کهن دربارهٔ چگونگی اندیشهٔ نیاکان ما دربارهٔ آفرینش دارد.
نام این دفتر «دامدات نسک» بوده است که ترجمهٔ آن «دفتر آفرینش دام» یا «دفتر آفریده‌های خداوند» بوده باشد.

## فهرست کتاب
کتاب از ۱۱ فرگرد (فصل، بخش) تشکیل شده است که هر فرگرد خود شامل چندین در (باب) است.
1. فرگرد نخست: آفرینش
2. فرگرد دوم، زمین، برخی از درهای آن: آگاهی ایرانیان از آن سوی کره، برداشت دانشی یونانیان از زمین و آسمان، پرّه، درجه، پرگار جهانی و میخ گانان، نیروی کشش زمین و ….
3. فرگرد سوم پیدایی کوه‌ها و دریاها در گیتی.
4. فرگرد چهارم، سرزمین‌ها.
5. فرگرد پنجم، کیومرث شاهنامه که برخی از درهای آن عبارتند از: دگردیسی جانوران تا مردمان، یخبندانهای کرهٔ زمین، آغاز سخنگویی در میان مردمان و ….
6. فرگرد ششم، هوشنگ و درهای آن: هنگام خانه‌سازی، آبیاری و کشاورزی و …
7. فرگرد هفتم، تهمورث که در این فرگرد از رام کردن جانوران که درِ یکم است تا سدیگر سرمای بزرگ جهانی که درِ ششم است و ویوَنگهان که درِ آخر است، سخن می‌رود.
8. فرگرد هشتم، جمشید هنگام درخشندگی زندگی آریاییان. در این فرگرد که مفصل‌ترین فرگرد کتاب است به بحث و بررسی اینکه چگونه ایرانیان با نمد، رشتن و بافتن، پارچه و دوختن، شستشوی و بهداشت و از سویی دیگر با اندازه و سنجش، سنگ‌های آرایشی، کانی‌ها و فلزها و نیز بازرگانی، پزشکی، دریانوردی، نوای خوش و سالشماری آشنا شدند و در زندگی روزمره‌شان جای دادند.
9. فرگرد ۹ صحبت از کوچ‌های بزرگ آریاییان به نقاط دیگر کرهٔ زمین است.
10. فرگرد ۱۰ به رمزگشایی از مفهوم اژدها و ارتباط آن با آتشفشان و اَژی می‌پردازد.
11. فرگرد ۱۱ دورهٔ حکمروایی ضحاک به تفصیل بررسی می‌شود که عنوان برخی از درهای آن عبارت اند از: تباه شدن روزگار جمشید، بیوراسب، آغاز گوشتخواری، زمان چیرگی بابلیان بر ایران، کشتار جوانان برابر دماوند و اِلبروز، نماز چال، زادن فریدونِ آبتین و … و بهرام- آذر بهرامان.